# Ampelocera ruizii
Ampelocera ruizii är en hampväxtart som beskrevs av Kl.. Ampelocera ruizii ingår i släktet Ampelocera och familjen hampväxter. Inga underarter finns listade i Catalogue of Life.